# Herb Nawarry
Herb Nawarry pochodzi z XIII wieku i przedstawia tarczę heraldyczną barwy czerwonej, a na niej złoty łańcuch spięty w symetryczny wzór ze szmaragdem pośrodku. Nad herbem znajduje się korona królewska.
Herb ten został ustanowiony po 1212 roku (1234), aby uczcić zwycięstwo wojsk Sancho VII Mocnego nad wojskami arabskimi (bitwa pod Navas de Tolosa). Złote łańcuchy i szmaragd, symbolizują bogactwa odebrane muzułmańskiemu władcy.
Obecny wzór herbu pochodzi z 1910 roku i używany był jako herb autonomicznej Nawarry w latach 1931-1937.
Jako herb autonomicznej wspólnoty Nawarry przyjęty został 10 sierpnia 1982 roku.
Herb Nawarry jest jednym z kilku elementów umieszczonych w  godle Hiszpanii.
Początkowo (od IX wieku) herbem Nawarry był czarny orzeł w złotym polu (Arrano Baltza).

## Historia

Arrano Beltza z pieczęci Sancha VII Mocnego
Herb Królestwa Nawarry 1234-1580
1580-1700
Herb Nawarry 1700-1910
Herb Nawarry 1910–1931
Herb Nawarry (II Republika) 1931-1937
Herb Nawarry (za czasów Francisco Franco) 1937-1981
Herb królów Nawarry z dynastii z Szampanii
Herb królów Nawarry z dynastii Kapetyngów
Herb królów Nawarry z dynastii Evreux
Herb królów Nawarry z dynastii Trastámara
Herb królów Nawarry z dynastii Foix
Herb królów Nawarry z dynastii Albret
Herb Francji z czasów unii personalnej, z dynastii Burbonon